# Dendropanax filipes
Dendropanax filipes là một loài thực vật có hoa trong Họ Cuồng cuồng. Loài này được Britton mô tả khoa học đầu tiên năm 1914.